# Oleg Caetani
Pour les articles homonymes, voir Caetani.
Oleg Caetani, né à Villars-sur-Ollon, en Suisse, le 5 octobre 1956, est un chef d'orchestre italien.

## Biographie
Oleg Michel-Ange Camillo Placide Élie Caetani est le fils du chef d'orchestre Igor Markevitch et de sa deuxième femme, Donna Topazia Caetani.